# Каневський Леонід Семенович
Леоні́д Семéнович Кане́вський (нар. 2 травня 1939, Київ, Українська РСР, СРСР) — радянський, ізраїльський і український актор театру і кіно, телевізійний ведучий. Заслужений артист РРФСР. Ведучий телепрограми «Слідство вели» (рос. «Следствие вели»).

## Життєпис
Леонід Каневський народився 2 травня 1939 року в Києві в єврейській родині. 1956 року закінчив київську середню загальноосвітню школу № 78. По закінченні школи поїхав до Москви, де вступив до Щукінського училища, на курс Віри Львової. З 1961 року грав у московському театрі імені Ленінського комсомолу, головним режисером театру на той час був Анатолій Ефрос. Згодом грав на сцені Московського драматичного театру на Малій Бронній.
Популярність прийшла після ролі майора Олександра Томіна в телесеріалі «Слідство ведуть Знатоки». 1991 року емігрував до Ізраїлю, де спільно з режисером Євгеном Ар'є в Тель-Авіві створив драматичний театр «Гешер» (у перекладі з івриту — «міст»), основу його трупи складають російські актори, які грали на сценах московських і ленінградських театрів.
Із січня 2006 року до цього часу Леонід Каневський — ведучий документального серіалу «Слідство вели...» на телевізійному каналі «НТВ» (російському). Водночас актор продовжує грати в театрі «Гешер». 2009 року знявся в серіалі «Сьомін». Каневський зіграв ролі в більш ніж сімдесяти фільмах і безліч ролей у театральних виставах.

## Родина
Дружина — Анна, донька артиста естради Юхима Березіна (Штепселя). Діти — донька Наталія (нар. 1977), стала театральним дизайнером і працює на телебаченні в Ізраїлі.

## Фільмографія
- 1965 — Місто майстрів — начальник таємної поліції
- 1966 — Коли грає клавесин (короткометражний) — спекулянт
- 1967 — Весна на Одері — Оганесян, розвідник
- 1967 — Житіє і вознесіння Юрася Братчика — житель, який впіймав Юрася Братчика
- 1967 — Митя (фільм-спектакль) — Незлобін, письменник
- 1967 — На дві години раніше — адміністратор
- 1968 — Діамантова рука — контрабандист у Стамбулі
- 1968 — Каратель — пан Андреас
- 1968 — Посміхнися сусідові — управдом
- 1969 — Золоті ворота — епізод
- 1969 — Щовечора об одинадцятій — саксофоніст в оркестрі
- 1969 — Комендант Лаутербурга (фільм-спектакль)
- 1969 — Червоний намет — радист
- 1969 — Викрадення — режисер
- 1970 — Дивовижний хлопчик — боксер Аперкот
- 1971 — Фізика о пів на десяту (короткометражний) — відпочиваючий
- 1971—1989 — Слідство ведуть ЗнаТоКі — Олександр Миколайович Томін
- 1972 — Будденброки (фільм-спектакль) — Кессельмейер, банкір
- 1972 — Ось і літо минуло… — дядько Гарік
- 1972 — Записки Піквікського клубу (фільм-спектакль) — Перкер, повірений
- 1972 — Земля, до запитання — Мауріціо, докер
- 1972 — Мобі Дік (фільм-спектакль) — Стабб
- 1972 — Стоянка поїзда — дві хвилини — конферансьє Красовської
- 1973 — У номерах (фільм-спектакль) — Булягін, чиновник
- 1973 — Усього декілька слів на честь пана де Мольєра (фільм-спектакль) — П'єро
- 1973 — Нейлон 100 % — Арчібальдик
- 1973 — Свій хлопець — Роберт Іванович, учитель танців
- 1974 — Ніч помилок (фільм-спектакль) — Джордж Гастінгс
- 1974 — Відповідна міра — Дмитро Смирнов
- 1974 — Пригоди в місті, якого немає — капітан Бонавентура
- 1975 — Смак халви — Худайкул, начальник варти еміра
- 1975 — Приголомшливий Берендєєв — начальник міліції
- 1975 — Шагренева шкіра (фільм-спектакль) — епізод
- 1977 — Кільця Альманзора — капітан Мухаміель — головний пірат
- 1977 — Ризик — благородна справа — артист
- 1977 — Фантазії Веснухіна — продавець велосипедів і пеліканів
- 1979 — Д'Артаньян та три мушкетери — Бонасьє
- 1979 — Здрастуйте, я приїхав! — Аркадій Христофорович Ангел
- 1981 — Східний дантист — Маркос
- 1982 — Там, на невідомих доріжках… — десятник Мілліонський
- 1983 — Мері Поппінс, до побачення — боб Гудетті
- 1983 — Месьє Ленуар, який ... (фільм-спектакль) — Жозеф
- 1984 — Пеппі Довгапанчоха — Карл
- 1986 — Потерпілі претензій не мають — Ігіазаров Сурен Саркисович
- 1986 — Гніт (короткометражний)
- 1987 — Претендент
- 1990 — Смерть у кіно — артист
- 1994 — Майстер і Маргарита — епізод
- 1999 — Єврейська помста
- 2001 — Пізній шлюб — Отарі
- 2002 — Слідство ведуть Знавці. Десять років потому — полковник Томін Олександр Миколайович
- 2003 — Рутенберг — Земеч
- 2005 — Бідні родичі — Барух
- 2005 — Слідство вели... — ведучий
- 2008 — Фотограф — Рогань
- 2009 — Між рядків — Фіма Мельник
- 2009 — Сьомін — полковник Борис Петрович Сьомін
- 2011 — Сьомін. Відплата — полковник Борис Петрович Сьомін
- 2014 — Ревізор (телеспектакль) — городничий
- 2017 — Чисто московські убивства (серіал) — Григорій
- 2018 — Про що говорять чоловіки. Продовження — батько Олексія
- 2019 — Спека — "камео"
- 2019 — Полювання на співачку (телесеріал) — "диктор, озвучка"
- 2019 — Жіноча версія. Таємниця партійної дачі — "Борис Швидких"
- 2022 — Олів'є та роботи — "Робот Всеволод"
- 2024 — Райський — "роль наразі невідома"
- У виробництві — Морський привид;— "Генерал Аверін"